# Poor People’s Campaign

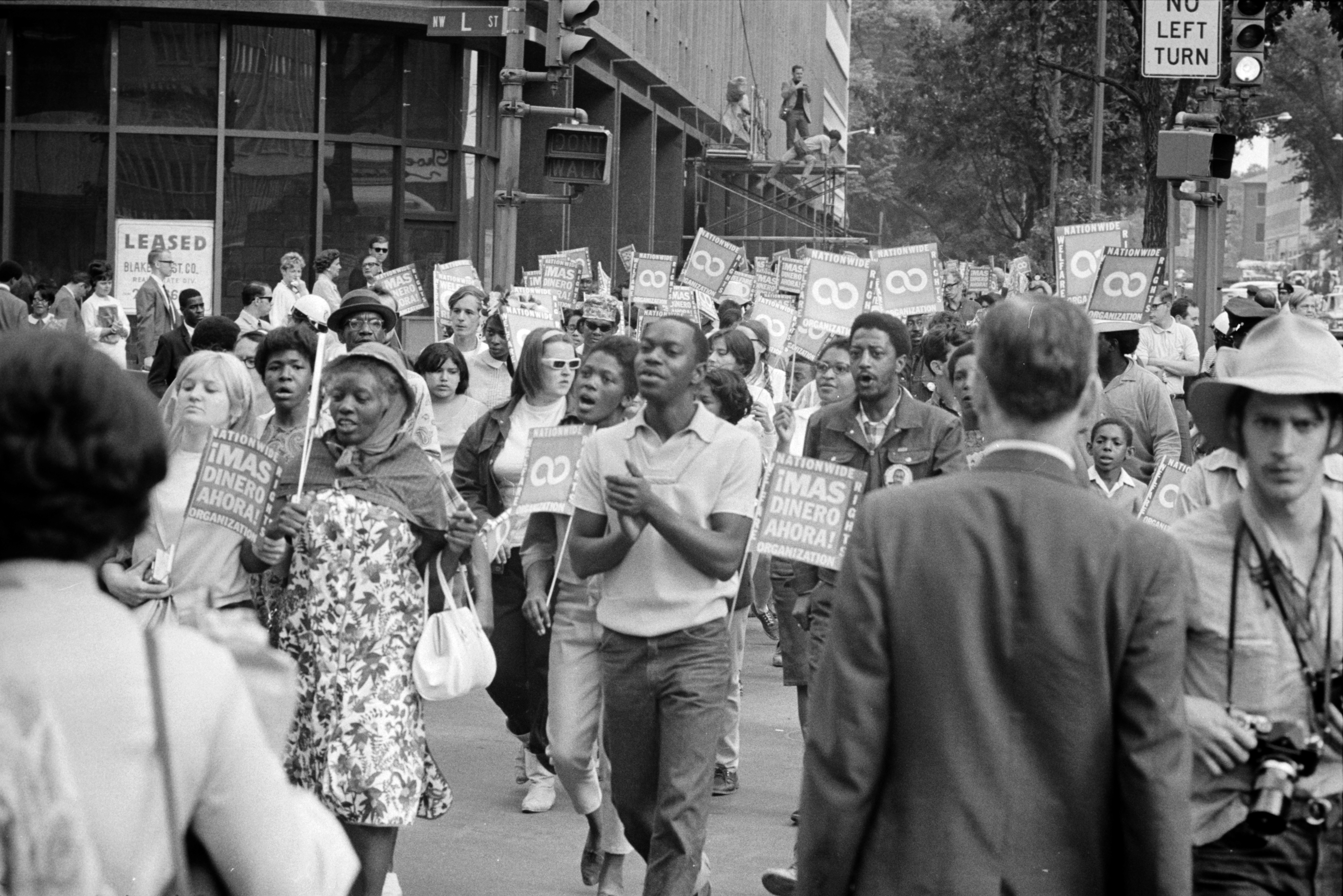
Demonstration in Lafayette Park, Washington D.C

Die als Poor People’s Campaign oder Poor People’s March on Washington bekanntgewordene Kampagne verlangte, dass Menschenrechte auch gegenüber Amerikanern aus armen Verhältnissen einzuhalten seien. Die Titel lassen sich in etwa als Kampagne der armen Leute oder Marsch der armen Leute auf Washington wiedergeben. Verlangt wurde eine effektivere Armutsbekämpfung. Die Kampagne wurde von Martin Luther King Jr. und der Southern Christian Leadership Conference kurz vor dem Attentat auf  Martin Luther King im Jahr 1968 organisiert. Ralph Abernathy leitete die Kampagne.
Die Organisatoren brachten ihre Anliegen beim amerikanischen Kongress und anderen Behörden vor. Sie organisierten auch ein Protestcamp von ca. 3.000 Leuten in der Washington Mall. Das Protestcamp bestand während sechs Wochen, im Frühling 1968.
Die grundlegenden Überlegungen der Protestbewegung war jene der ökonomischen Gerechtigkeit: Jede Person sollte genug finanzielle Ressourcen haben, um ihr eigenes Überleben zu sichern. King und die SCLC fokussierten ihr Interesse auf die ökonomischen Aspekte; sie hatte beobachtet, dass eine Verbesserung der Rechte der Minderheiten nicht zu einer materiellen Besserstellung dieser Gruppen geführt hatte. Dies traf insbesondere auf Afroamerikaner zu. Die Poor People’s Campaign war nicht auf Personen einer ethnischen Gruppe beschränkt: Afroamerikaner arbeiteten mit Einwanderern aus Europa und Asien, mit solchen aus den spanischsprachigen Ländern Amerikas (Hispanics) und mit Nachfahren der Ureinwohner zusammen. Die Grundidee war, Armut zu lindern, unabhängig vom ethnischen Background.
Gemäß Historikern wie Barbara Cruikshank nahmen sich „die Armen“ nicht als einheitliche Gruppe war, bevor sie Präsident Lyndon Johnsons „War on Poverty“ (1964) als solche identifizierte. Gemäß Zahlen aus der Volkszählung von 1960 lebten zwischen 40 und 60 Millionen Amerikaner (oder 22 bis 33 Prozent der Gesamtbevölkerung) unter der Armutsgrenze. Gleichzeitig veränderte sich auch die Art der Armut, da mehr und mehr Amerikaner in Städten lebten, und nicht mehr auf dem Land, wo sie ihre eigene Nahrung anbauen konnten. Arme Amerikaner, vor allem Frauen, waren Opfer von Rassismus und Sexismus. Beide Konzepte vergrößerten der Einfluss von Armut; der Begriff „Welfare mothers“ (in etwa: Mütter, welche auf Wohlfahrt angewiesen sind) wurde zum national anerkannten Konzept.
Im Jahre 1968 war der „Krieg gegen die Armut“ von vielen als verloren angesehen; die Verwaltung unter Präsident Johnson und der Kongress hatten sich nicht darum gekümmert. Stattdessen lag der Fokus auf dem Vietnamkrieg. Programme zur Armutsbekämpfung wurden vor allem als Hilfe für Afroamerikaner gesehen. Die Poor People’s Campaign wollte Armut vor allem durch eine Steigerung des Einkommens und der Bereitstellung von Wohnraum begegnen. In einer dramatischen Art sollte auf die Bedürfnisse der Armen hingewiesen werden, unabhängig von Rasse oder ethnischer Abstammung. Ein Plan zur Lösung des Problems sollte erarbeitet werden. In einem Memorandum, welches als „Economic Bill of Rights“ bekannt wurde, verlangte die Poor People’s Campaign von der amerikanischen Regierung, vorerst den Armen mit einem Hilfspaket über 30 Milliarden Dollar zu helfen. Dieses Paket beinhaltete unter anderem das Streben nach Vollbeschäftigung, ein garantiertes minimales Jahreseinkommen und die Bereitstellung von mehr Wohnraum für Schlechtverdienende. Das Poor People’s Movement war der zweite Teil der Bürgerrechtsbewegung. King sagte dazu: „Wir glauben, dass die höchste Form des Patriotismus es verlangt, den Krieg zu beenden und einen Krieg ohne Blutvergießen zu beginnen, um Rassismus und Armut endgültig zu besiegen.“
Kings Idee war, Arme nach Washington, D.C. zu bringen, sodass Politiker gezwungen warten, sie zu sehen und über ihre Bedürfnisse nachzudenken. „Wir sollten in Ochsenkarren, alten Lastwagen oder in jenem Transportmittel kommen, zu welchem die Leute Zugang haben. Leute sollten nach Washington reisen und sich falls nötig mitten auf die Straße setzen und sagen: ‚Wir sind da, wir sind arm, wir haben kein Geld, Sie haben das veranlasst... und wir sind gekommen, um zu bleiben, bis Sie etwas dagegen tun.‘“